# Chlorolydella venusta
Chlorolydella venusta är en tvåvingeart som först beskrevs av Charles Howard Curran 1928.  Chlorolydella venusta ingår i släktet Chlorolydella och familjen parasitflugor. Inga underarter finns listade i Catalogue of Life.